# Rydułtowy
Rydułtowy (niem. Rydultau) – miasto w południowej Polsce, w województwie śląskim, w powiecie wodzisławskim.
Według danych pochodzących z 31 grudnia 2023 r. miasto miało 20 168 mieszkańców.

## Położenie
Rydułtowy są położone w południowo-zachodniej części Wyżyny Śląskiej na Płaskowyżu Rybnickim, który na południu graniczy z Kotliną Oświęcimsko-Raciborską. W rejonie wieży ciśnień, na granicy administracyjnej miasta leży najwyższy punkt Płaskowyżu Rybnickiego, jego wysokość wynosi 311 m n.p.m. Położenie geograficzne 18°26′E 50°04′N. Granice Rydułtów wytyczają miasta: Rybnik, Radlin, Pszów, oraz gminy: Kornowac i Gaszowice. Miasto jest położone w strefie nadgranicznej z Czechami. Rydułtowy znajdują się w powiecie wodzisławskim i należą do aglomeracji rybnickiej. Historycznie Rydułtowy położone są na Górnym Śląsku.

## Środowisko naturalne

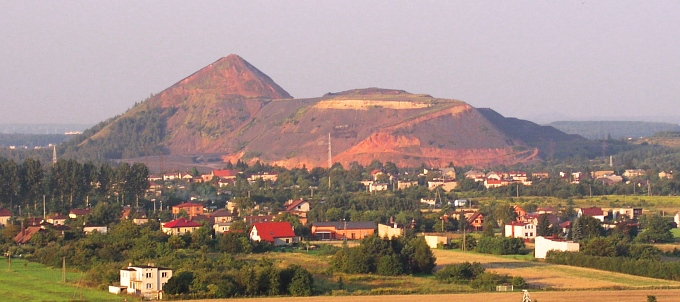
Hałda w Rydułtowach

### Budowa geologiczna
Budowa geologiczna obszaru na którym znajduje się miasto składa się z warstw karbońskich z licznymi pokładami węgla kamiennego, oraz z osadów czwartorzędowych. Wychodnia piaskowców karbońskich, należących do warstw porębskich, znajduje się w pobliżu ulicy Skalnej. Wychodnia jest objęta ochroną prawną (uchwałą Rady Miasta Rydułtowy z dnia 26 kwietnia 1994 r., nadano jej nazwę Stanowisko Przyrody Nieożywionej Skałka).
Utwory czwartorzędowe, to piaski, gliny, żwiry, mady rzeczne i namuły. W północno-wschodniej części miasta znajdują się złoża piaszczysto-żwirowe, w południowo-wschodniej eksploatowane są złoża gliny. Rzeźba terenu Rydułtów jest wynikiem działania lodowca i wód płynących.

### Warunki klimatyczne
Miasto znajduje się w zasięgu dwóch regionów klimatycznych Śląsko-Wielkopolskiego i Nizinnego-Podkarpackiego.
Występujące wiatry głównie pochodzą z kierunków południowo-zachodnich i północno-zachodnich. Klimat należy do umiarkowanych. Najchłodniejszym miesiącem zimy jest styczeń, w którym przeciętna temperatury wynosi −2 stopnie Celsjusza. Lipiec jest najcieplejszym miesiącem w roku ze średnią temperaturą +17 stopni Celsjusza. Temperatura poniżej zera przypada 90 dni w roku, a powyżej 15 stopni 100 dni. Średnie opady w styczniu wynoszą 50 mm, a w lipcu 100 mm, zaś średni roczny opad wynosi ok. 750 mm-800 mm. Śnieg pokrywa Rydułtowy 55-60 dni w roku.

### Warunki glebowe
Gleby miasta Rydułtowy rozwinęły się na utworach polodowcowych. Bielice właściwe występują w północnej części miasta, zaś bielice pyłowe w południowej. Gleby te zalicza się do klas III i IV. Na gruntach ornych występują gleby: bielicowe, pseudobielicowe oraz gleby brunatne kwaśne.

### Hydrologia
Rydułtowy są położone na terenach zasobnych w wodę, znajdujących się w dolinie rzeki Odry, w południowo-zachodniej części miasta, z kolei w północno-wschodniej części występują w znikomej ilości. Cieki wodne i stawy położone w Rydułtowach w znacznej ilości powstały wskutek prowadzonej eksploatacji węgla m.in. stawy Zawalisko, Machnikowiec. Potok Nacyna jest lewym dopływem rzeki Rudy, tworzy jego największą zlewnię, jednak w obecnych czasach jest silnie zanieczyszczony i zaliczany jest do wód poza klasą czystości. W mieście wyróżnia się wododziały II rzędu: Rzeka Sumina oraz III rzędu: Nacyna i mający tu swoje źródło potok Gzel, znajdują się tu również Rów Rydułtowski i potok z Polesia.

### Flora i fauna
Grunty rolne stanowią 964 ha (64% powierzchni miasta), grunty leśne 38 ha (2%), Zieleń leśna, zieleń urządzona i sady zajmują ogółem 75 ha, tj. 5% obszaru miasta. Nieopodal ulicy Raciborskiej znajduje się las mieszany, największy w Rydułtowach. Północna część miasta od ul. Raciborskiej w kierunku na Czernicę i Jejkowice ze względu na swe wysoki walory przyrodnicze przynależy do otuliny Parku Krajobrazowego Cysterskich Kompozycji Krajobrazowych Rud Wielkich, zgodnie z zarządzeniem nr 18/93, Wojewody Katowickiego z dnia 23 listopada 1993 r. W mieście i najbliższych okolicach żyje ok. 100-110 gatunków ptaków, jest to 50% wszystkich gatunków ptaków występujących w Polsce. Ze względu na małą ilość zalesienia, dominującą ostoją dla ptaków są przydomowe ogrody działkowe, parki, sady, zadrzewienie w rejonie szybu powietrznego V, wyrobiska poeksploatacyjne cegielni oraz hałdy kopalniane i zabudowania przemysłowe.

### Struktura powierzchni
Według danych z 2002 r. Rydułtowy mają obszar 15 km², w tym:
- użytki rolne: 62%
- użytki leśne: 2%

Miasto stanowi 5,23% powierzchni powiatu.

## Osiedla

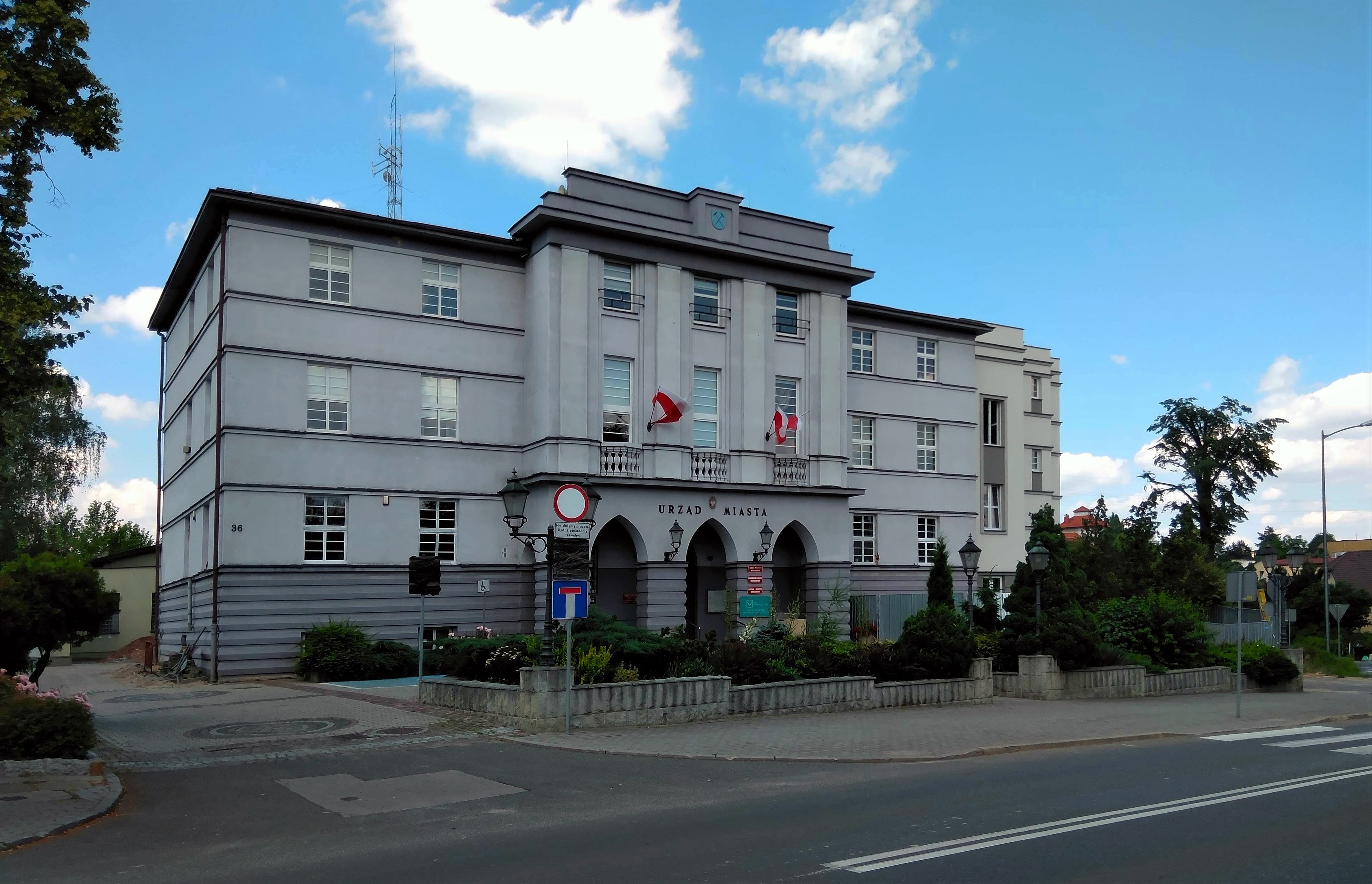
Urząd Miasta

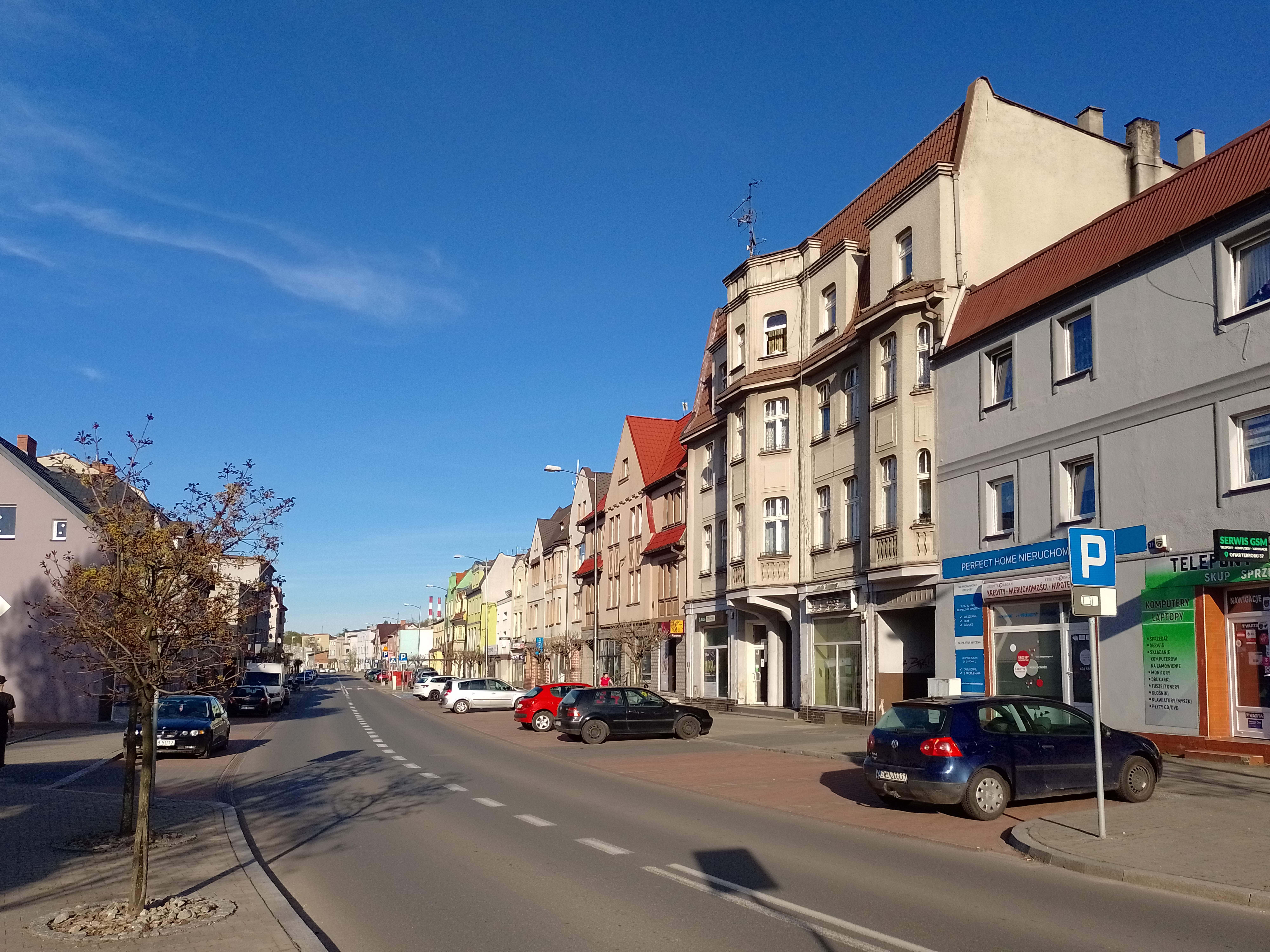
Ulica Ofiar Terroru

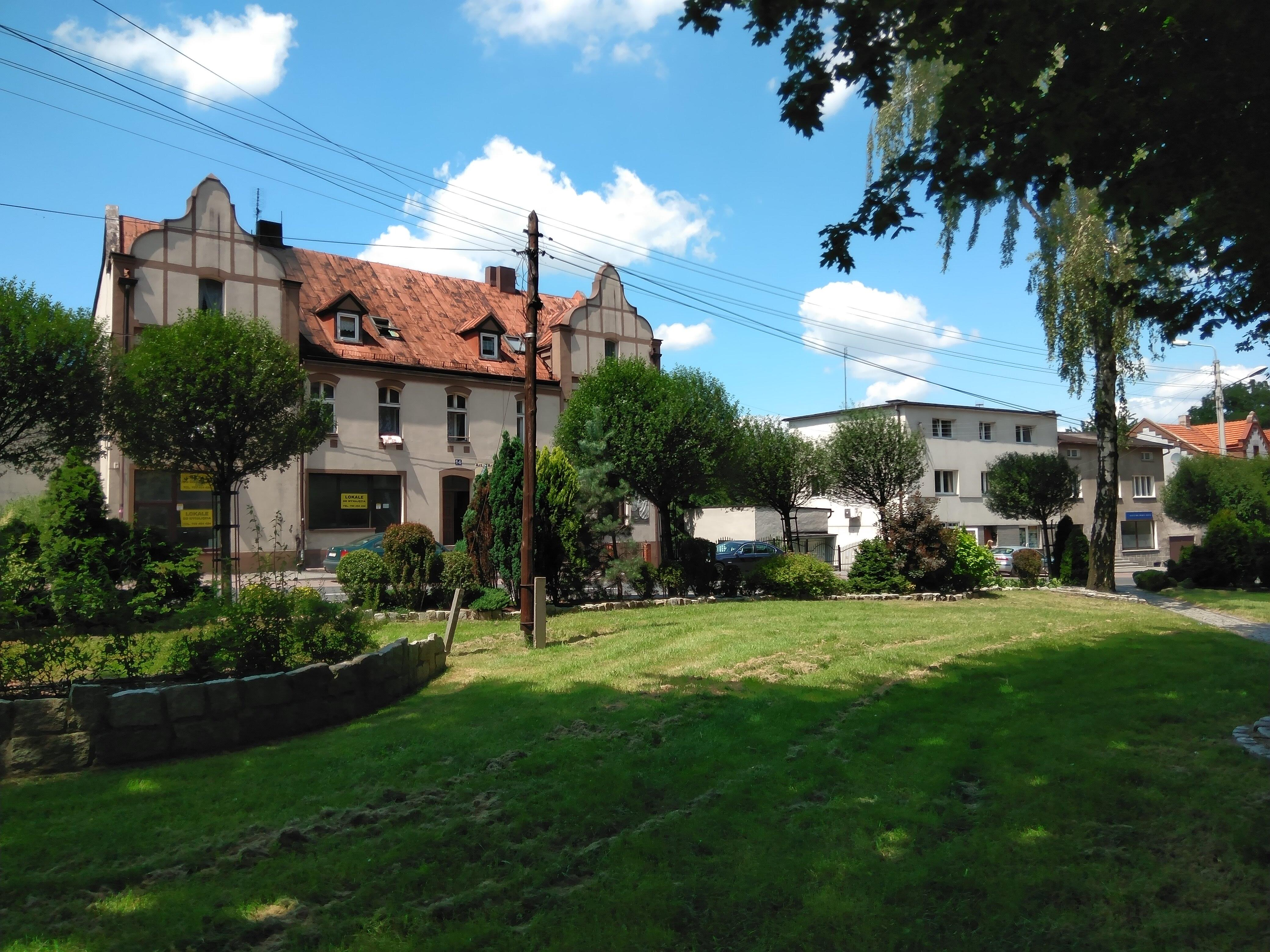
Park Hvidovre

W skład Rydułtów wchodzi 9 osiedli:
- Bunczowiec
- Kalwaria
- Karol
- Na Wzgórzu
- Orłowiec
- Pietrzkowice
- Radlik
- Radoszowy
- Skała

## Demografia
Dane z 30 czerwca 2004 r.:
| Opis                              | Ogółem | Ogółem | Kobiety | Kobiety | Mężczyźni | Mężczyźni |
| --------------------------------- | ------ | ------ | ------- | ------- | --------- | --------- |
| Jednostka                         | osób   | %      | osób    | %       | osób      | %         |
| Populacja                         | 21 910 | 100    | 11 394  | 52      | 10 516    | 48        |
| Gęstość zaludnienia [mieszk./km²] | 1460,7 | 1460,7 | 759,6   | 759,6   | 701,1     | 701,1     |

Piramida wieku mieszkańców Rydułtów w 2014 r.: 

## Nazwa
Rydułtowy po raz pierwszy wzmiankowane są na przełomie XIII i XIV w. w Liber fundationis episcopatus Vratislaviensis, jako Rudolphi Villa. Nazwa Rydułtowy pochodzi od imienia Rudolf, prawdopodobnie należącego do pierwszego właściciela, feudała; jest to nazwa dzierżawcza.
W Liber fundationis episcopatus Vratislaviensis (pol. Księga uposażeń biskupstwa wrocławskiego) spisanej za czasów biskupa Henryka z Wierzbna w latach 1295-1305  wymienia również wieś Radoszowy, która w procesach urbanizacyjnych zostały wchłonięte przez miasto i stanowią jego części bądź dzielnice jak założona na prawie polskim łac. iure polonico wieś Radoszowy we fragmencie Rastow utroque solvitur decima more polonico.
Zmiany nazwy miasta na przestrzeni wieków:
- ok. 1295-1305 r. – Rudolphi villa[6]
- 1355 r. – z Rudosdorf
- 1453 r. – z Rynolticz
- 1481 r. – von Rynolticz
- 1531 r. – Rynoltowitze
- 1581 r. – Rudosdorf
- 1614 r. – Rudoltowi
- 1652 r. – Rudoltow, Rudultow
- 1679 r. – Rydoltow, Rydultow
- 1687 r. – Rudoltow
- 1745 r. – Ridultow
- 1784 r. – Ridultau
- 1830 r. – Nieder Ridultau, Ober Ridultau, Ridultow
- 1845 r. – Nieder Ridultau, Dolny Rydultów, Ober Ridultau, Wierzchni Rydułtów
- 1861 r. – Nieder Ridultau, Ober Ridultau

Zmiany nazwy największej dzielnicy miasta – Radoszów:
- 1228 r. – Radosevici
- 1288 r. – Radoscow
- 1300 r. – Rastow
- 1316 r. – Raddoscow
- 1437 r. – Radussuow
- 1531 r. – Radoschow
- 1614 r. – Radossow, Radessow
- 1745 r. – Radoschau
- 1830 r. – Nieder Radoschau, Ober Radoschau, Königlich Radoschau, Radoszow
- 1845 r. – Nieder Radoschau, Ober Radoschau, Königlich Radoschau, Radoszów

W XX w. dodano końcówkę -owy.
26 października 1926 do Rydułtów Dolnych włączono zniesione gminy jednostkowe Radoszowy Dolne, Radoszowy Górne i Radoszowy Wielkie oraz Rydułtowy Górne, po czym gminę Rydułtowy Dolne  przemianowano 25 stycznia 1928 na Rydułtowy. W latach 1945–1950 siedziba zbiorowej gminy Rydułtowy, której 1 stycznia 1951 nadanao status miasta. 27 maja 1975 włączone do Wodzisławia Śląskiego. Wyłączone z Wodzisławia 1 stycznia 1992, stając się ponownie miastem.

## Historia
Rydułtowy po raz pierwszy wzmiankowane są na przełomie XIII i XIV w. jako wieś położona w pobliżu Żor i Wodzisławia.
W połowie XIX w. większość mieszkańców miejscowości oraz regionu stanowiła ludność polskojęzyczna. Topograficzny opis Górnego Śląska z 1865 r. odnotowuje, że „We wsi znajdują się 234 gospodarstwa domowe z 1066 mieszkańcami mówiącymi po polsku” – „Es befinden sich im Dorfe 234 Haushaltungen mit 1066 polnisch sprechenden Einwohnern”.

### XX w.

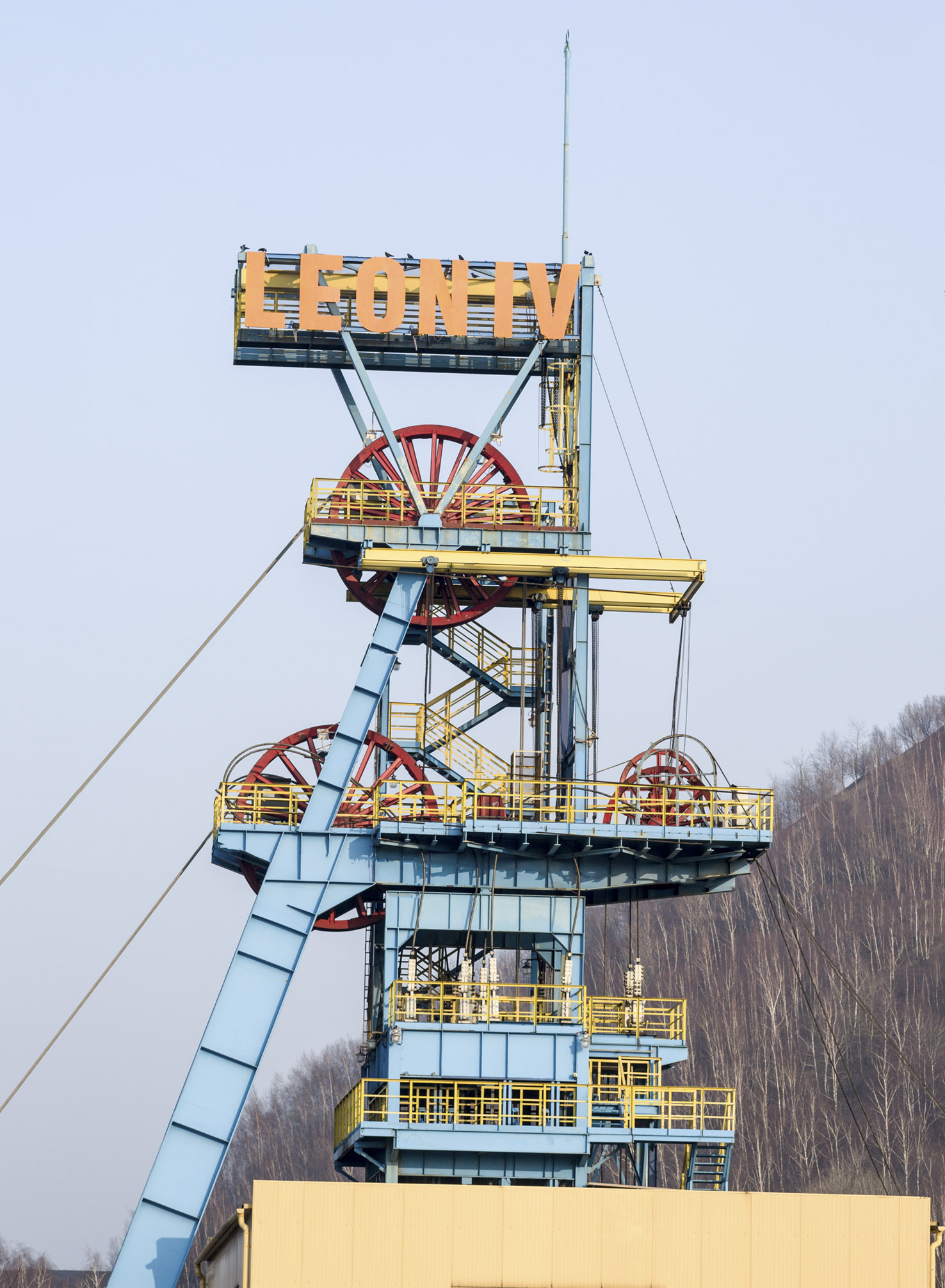
Kopalnia Węgla Kamiennego Rydułtowy – Szyb Leon IV

W wyniku połączenia samodzielnych gmin: Rydułtów Górnych, Rydułtów Dolnych, Radoszów Górnych i Radoszów Wielkich 20 października 1926 r. Rydułtowy stały się gminą. Gmina Pietrzkowice została przyłączona 1 stycznia 1951 r. W 1947 r. przyłączono kolonię Nalas należącą uprzednio do gminy Krzyżkowice. Zgodnie z rozporządzeniem Rady Ministrów z 8 listopada 1950 r., Rydułtowy w 1951 r. uzyskały prawa miejskie. Na mocy ustawy z dnia 28 maja 1975 r. o dwustopniowym podziale administracyjnym państwa oraz zmianie ustawy o radach narodowych, stały się jedną z dzielnic Wodzisławia Śląskiego, ustawa weszła w życie 1 czerwca 1975 r. Z dniem 1 stycznia 1992 r. Rydułtowy odzyskały prawa miejskie.
W latach 1992–1998 miasto administracyjnie należało do województwa katowickiego.

## Zabytki
- Tunel kolejowy z lat 1853-1858;

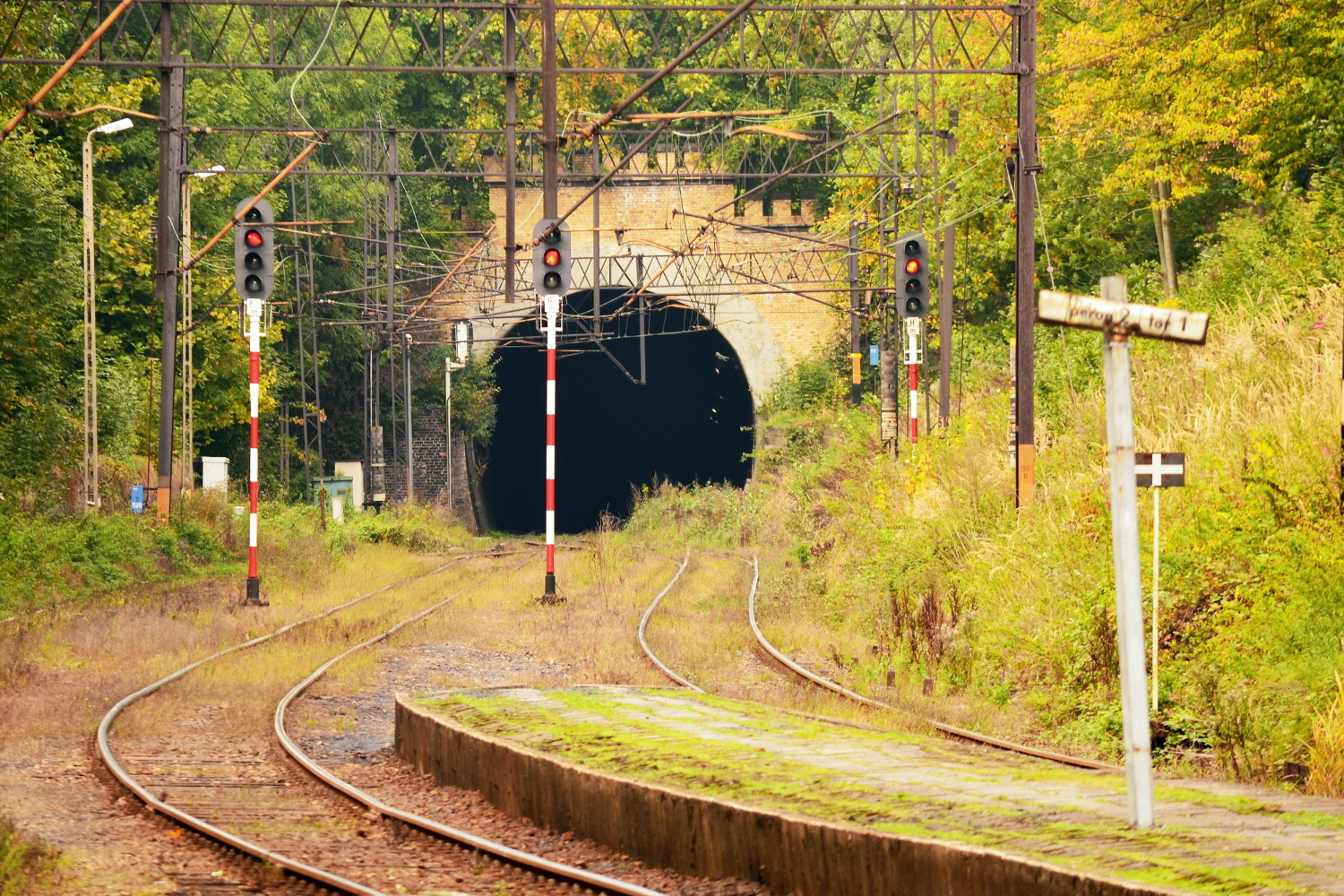
Wjazd do Tunelu kolejowego w Rydułtowach

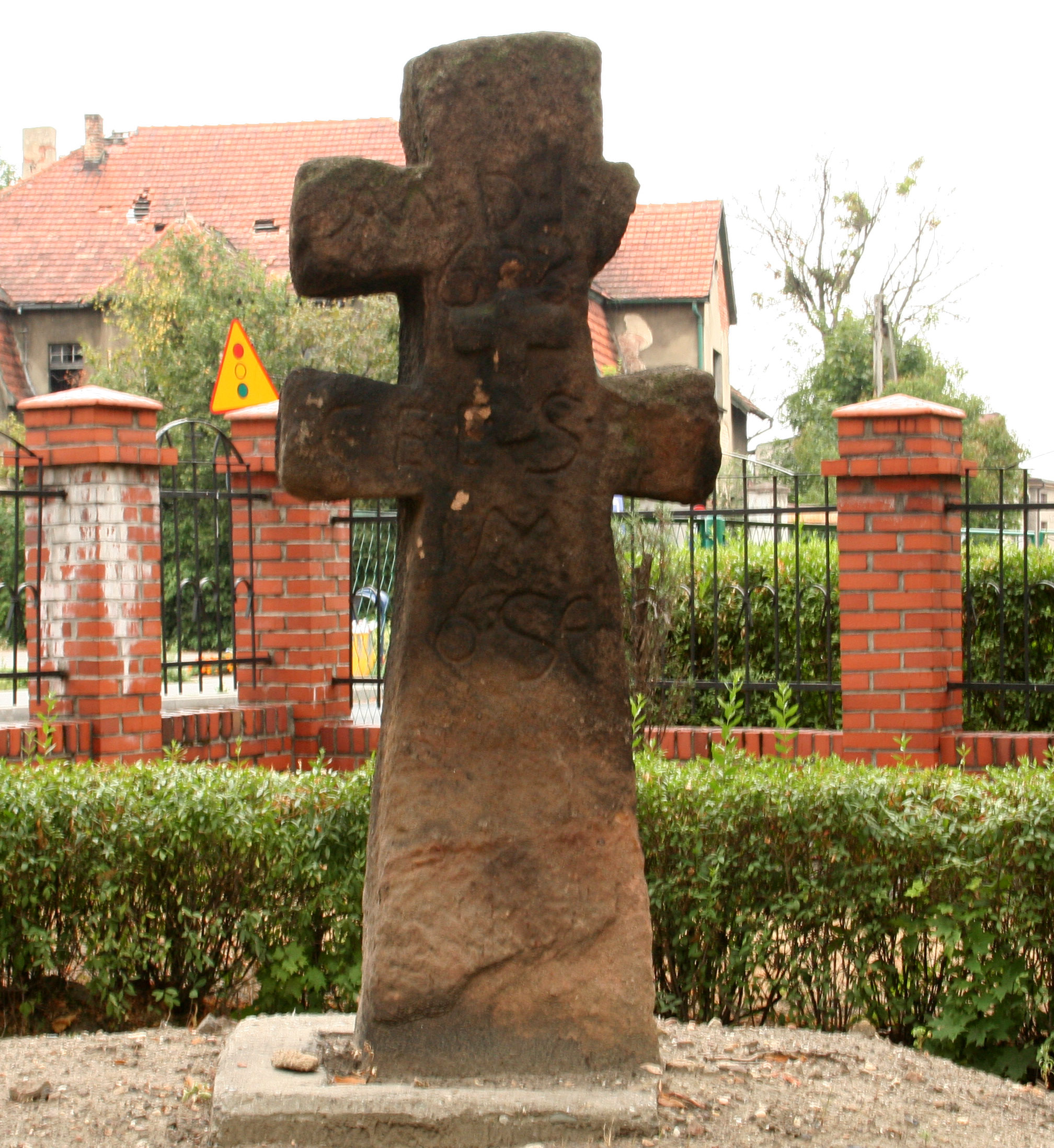
Krzyż pamiątkowy z 1628 r.

- Zespół Budynków Szpitala z 1911 r.;
- Krzyż kamienny z 1742 r. w Radoszowach;
- Krzyż pamiątkowy z 1628 r. przy Kościele św. Jerzego;
- Kościół św. Jerzego z 1896 r.;
- Budynek wagi KWK Rydułtowy z 1906 r.;
- Zabudowa mieszkaniowa osiedla Karola, wzniesiona między 1884 a 1912 r.[19] (rejon obecnej ul. J. Bema);
- Kościół św. Jacka z 1922 r.;
- Stacja kolejowa;
- Cmentarz ewangelicki.

Izby pamięci mieszczą się przy:
- KWK Rydułtowy-Anna;
- siedzibie Towarzystwa Społeczno-Kulturalnego Niemców Województwa Śląskiego.

## Kultura

### Cykliczne imprezy kulturalne
- Finał Wielkiej Orkiestry Świątecznej Pomocy – drugi weekend stycznia
- Festyn majowy – 1 maja
- Festyn na rzecz Rodzin i Osób Niepełnosprawnych – drugi weekend czerwca
- Skakanka Rock Festival – początek lipca
- Dni Rydułtów – na przełomie sierpnia i września
- Mikołaj – 6 grudnia
- Sylwester – 31 grudnia

## Edukacja

### Przedszkola
- Przedszkole nr 1, ul. Kochanowskiego 25
- Przedszkole nr 2, ul. Raciborska 216
- Przedszkole nr 3, os. Orłowiec 39
- Przedszkole nr 4, os. Orłowiec 37
- Przedszkole „Pod nutką” (prywatne), os. Karola 22
- Katolickie Przedszkole Niepubliczne Sióstr Służebniczek NMP Ochronka im. bł. Edmunda Bojanowskiego, ul. Plebiscytowa 2

### Szkoły podstawowe
- Szkoła Podstawowa nr 1, ul. św. M. Kolbe 5
- Szkoła Podstawowa nr 2 w Zespole Szkół, ul. Raciborska 270
- Szkoła Podstawowa nr 3, ul. Radoszowska 3
- Szkoła Podstawowa nr 4 z oddziałami gimnazjalnymi, ul. Strzelców Bytomskich 13,

### Szkoły średnie
- Liceum Ogólnokształcące im. Noblistów Polskich, ul. Skalna 1
- Zespół Szkół Ponadgimnazjalnych nr 2 (Technikum i Zasadnicza Szkoła Zawodowa), ul. Obywatelska 30

## Wspólnoty wyznaniowe
Na terenie miasta działalność religijną prowadzą następujące Kościoły i związki wyznaniowe:
- Kościół rzymskokatolicki:
  - parafia św. Jacka[20]
  - parafia św. Jerzego[21]
  - parafia Matki Bożej Uzdrowienia Chorych[22]
- Kościół Wolnych Chrześcijan:
  - zbór w Rydułtowach[23]
- Świadkowie Jehowy:
  - zbór Rydułtowy-Południe[24]
  - zbór Rydułtowy-Północ (Sala Królestwa ul. Nowa 69)[24]

## Sport

### Kluby sportowe
- Naprzód Rydułtowy – piłka nożna, lekkoatletyka, tenis ziemny
- MKS Olimpijczyk – triathlon
- Feniks Rydułtowy – kolarstwo, siatkówka kobiet, unihokej
- Uczniowski Klub Sportowy „Dwójka” Rydułtowy – judo
- Czwórka” Rydułtowy – kolarstwo górskie
- "Piątka – Plus" Rydułtowy – lekkoatletyka
- Uczniowski Klub Sportowy „Ognisko” Rydułtowy – szachy
- "Herkules" Rydułtowy – skat
- "Karlusek" Rydułtowy – skat
- Koło nr 50 – Polski Związek Wędkarski – wędkarstwo
- Klub Sportowy „Rozwój” Rydułtowy – piłka nożna

## Gospodarka

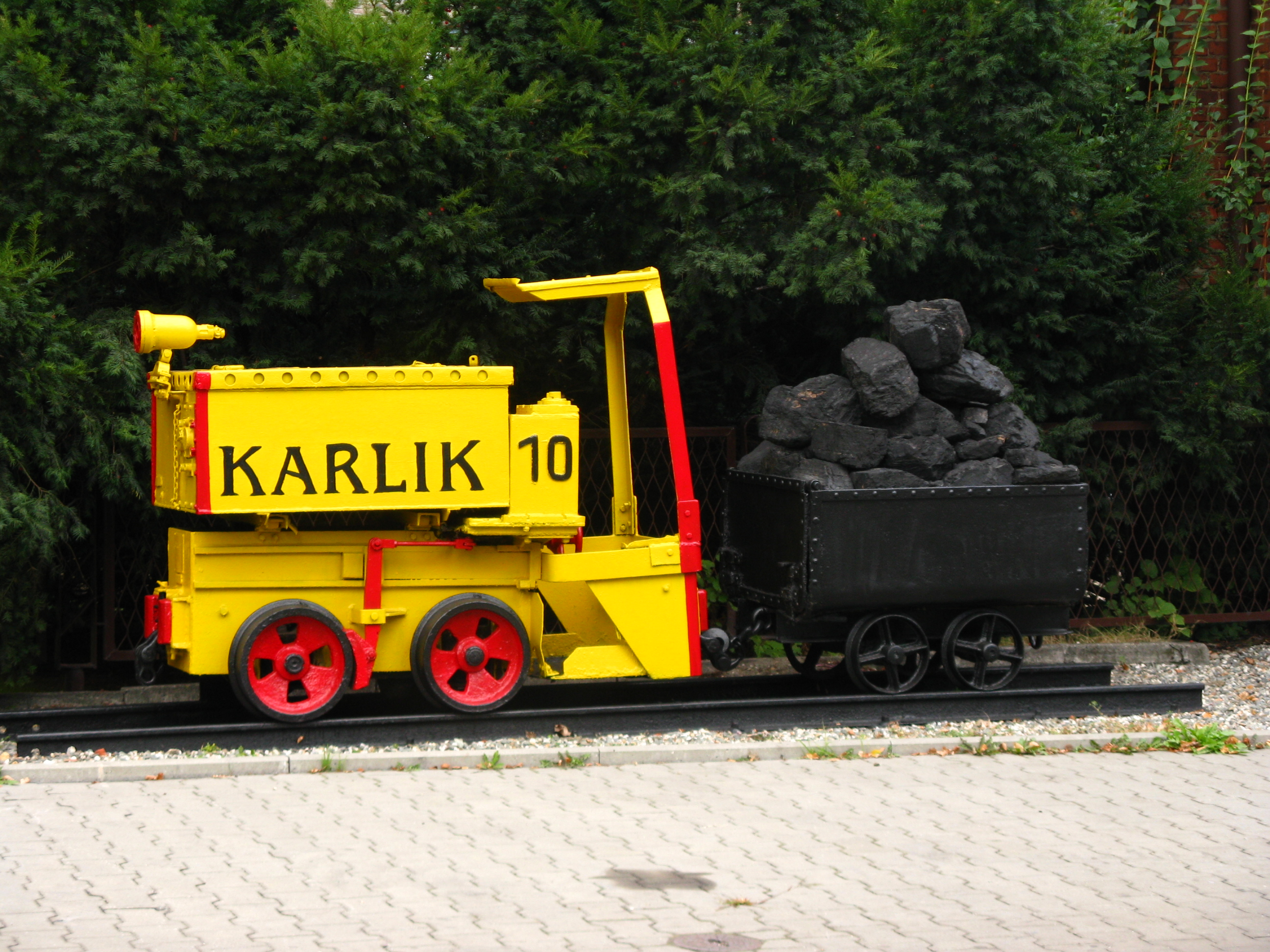
Wózek z węglem przed KWK Rydułtowy-Anna

Ośrodek wydobycia węgla kamiennego. Większość mieszkańców miasta znajduje zatrudnienie w KWK Rydułtowy-Anna oraz firmach świadczących usługi dla kopalni.

## Rydułtowianie

### Honorowi Obywatele Miasta Rydułtowy
- prof. Henryk Mikołaj Górecki – światowej sławy kompozytor; od 10 września 2011 patron Biblioteki Publicznej w Rydułtowach.
- Henryk Szymiczek – wieloletni dyrektor KWK „Rydułtowy” (1975–1990), ornitolog amator.
- dr Leopold Walla – doktor weterynarii, autor książek w języku niemieckim, m.in. o obyczajach na Górnym Śląsku So lebten wir in Oberschlesien oraz kroniki Rydułtów Chronik von Rydultau.
- ks. Bernard Sodzawiczny – proboszcz parafii pw. św. Jerzego w Rydułtowach, w latach 1975–2003.
- Jan Wojaczek – wieloletni dyrygent Orkiestry KWK „Rydułtowy-Anna” (od 1982 r.) i twórca zespołu tanecznego „Sukces” (1992).
- Zygmunt Brachmański – artysta rzeźbiarz; autor m.in. pomnika „Śląskie Orły” w Katowicach.
- ks. Bogdan Rek – wikariusz w parafii pw. św. Jerzego w Rydułtowach, w latach 2004–2011.
- prof. dr hab. inż. Antoni Motyczka – profesor nauk technicznych, wieloletni dziekan Wydziału Budownictwa Politechniki Śląskiej, senator RP (2005, 2007, 2011).
- dr Radislav Mojżiszek – doktor nauk pedagogicznych, od 1990 wicestarosta miasta Orłowa (cz. Orlova) w Czechach, który przyczynił się do rozwoju współpracy polsko-czeskiej.
- Marian Jędrzejczyk – członek wielu zespołów folklorystycznych, członek Rady Kongresu Polaków w Republice Czeskiej i radny Orłowy.
- Urszula Berger-Styczeń- artysta plastyk, wieloletni dyrektor Państwowego Ogniska Plastycznego im. L. Konarzewskiego w Rydułtowach.
- ks. Konrad Opitek – proboszcz parafii pw. św. Jerzego w Rydułtowach w latach 2003–2017.

## Miasta partnerskie[25]
- Orlová, Czechy (od 14.03.1995 r.) – współpraca na tle kulturalnym, oświatowym, administracyjnym, sportowym i handlowym (zarówno w Rydułtowach, jak i Orlovej powstały ulice, noszące nazwę miasta partnerskiego)
- Hvidovre, Dania (od 14.09.1995 r.) – współpraca na tle kulturalnym, oświatowym, administracyjnym i gospodarczym (w Rydułtowach znajduje się park o nazwie „Hvidovre”, a w duńskim mieście plac o nazwie „Rydułtowy”)
- Reken, Niemcy (od 31.08.2012 r.) – współpraca na tle kulturalnym, oświatowym, administracyjnym i gospodarczym (w obu miastach znajdują się tablice upamiętniające podpisanie umów partnerskich)